# Mobayi-Mbongo
Mobayi-Mbongo är en ort i Kongo-Kinshasa. Den ligger i provinsen Nord-Ubangi, i den norra delen av landet, 1 200 km nordost om huvudstaden Kinshasa.